# Miss Guinée Canada
Pour les articles homonymes, voir Miss.
Miss Guinée Canada est un concours de beauté destiné aux guinéennes âgées de 18 à 25 ans et mesurant au minimum 1,70 m et vivant au Canada. Ce concours ouvre droit, pour la gagnante, au titre annuel du même nom. La Miss à titre de porte-flambeau et d’ambassadrice de la culture guinéenne au Canada portera ledit projet comme sa noble mission. Le siège social est à Montréal.
Le « comité Miss Guinée Canada » est une association présidée à partir de 2010 par Fama Traoré,.
En 2019, la tenante du titre est Kadiatou Rafiou Diallo.

## Palmarès des Miss Guinée Canada depuis 2010
| Année | Portrait       | Prénom, Nom                    | Région représentée | Résidence | Lieu de nomination                                                  | Commentaires |
| ----- | -------------- | ------------------------------ | ------------------ | --------- | ------------------------------------------------------------------- | ------------ |
| 2010  |                | Ramata Kourouma (°?-†?)        |                    |           |                                                                     |              |
| 2011  |                | Pas d'élection                 |                    |           |                                                                     |              |
| 2012  |                | Hawa Barry (°?-†?)             |                    |           |                                                                     |              |
| 2013  |                | Djoumo Diallo                  |                    |           |                                                                     |              |
| 2014  |                | Saran Bah (°1995-†?)           |                    | Conakry   |                                                                     |              |
| 2015  |                | Pas d'élection                 |                    |           |                                                                     |              |
| 2016  |                | Safiatou Barry (°?-†?)         | Conakry            | Conakry   |                                                                     |              |
| 2017  |                | Rafaela Diallo (°?-†?)         |                    |           |                                                                     |              |
| 2018  |                | Mame Adama Bangoura            |                    |           | salle Oscar Peterson située au 7141 Rue Sherbrooke ouest, Montréal. |              |
| 2019  | Fatoumata Anne | Kadiatou Rafiou Diallo (°?-†?) | Conakry            | Conakry   | Montréal                                                            |              |
| 2020  | À venir        | À venir (°?-†?)                | À venir            | À venir   | À venir                                                             | À venir      |

## Objectifs
En tant que structure communautaire, Miss Guinée Canada suit les objectifs ci-après:
1. Promouvoir la culture guinéenne dans le respect des valeurs québécoises et canadiennes
2. Promouvoir le multiculturalisme au Canada à travers ses activités
3. Œuvrer pour une bonne intégration de ses membres au Canada
4. Faciliter une meilleure connaissance de la culture guinéenne
5. Établir et entretenir des relations avec toute association ou tout groupement poursuivant les mêmes buts
6. Œuvrer dans la promotion féminine et dans le leadership
7. Accompagner ses membres dans leurs différentes entreprises et perspectives
8. Assister les personnes handicapées en Guinée
9. Soutenir le secteur éducatif guinéen
10. Participer au développement socio-économique de la Guinée